# イェラ
イェラ(Illela)はニジェールのタウア州の都市。

タウア州の位置

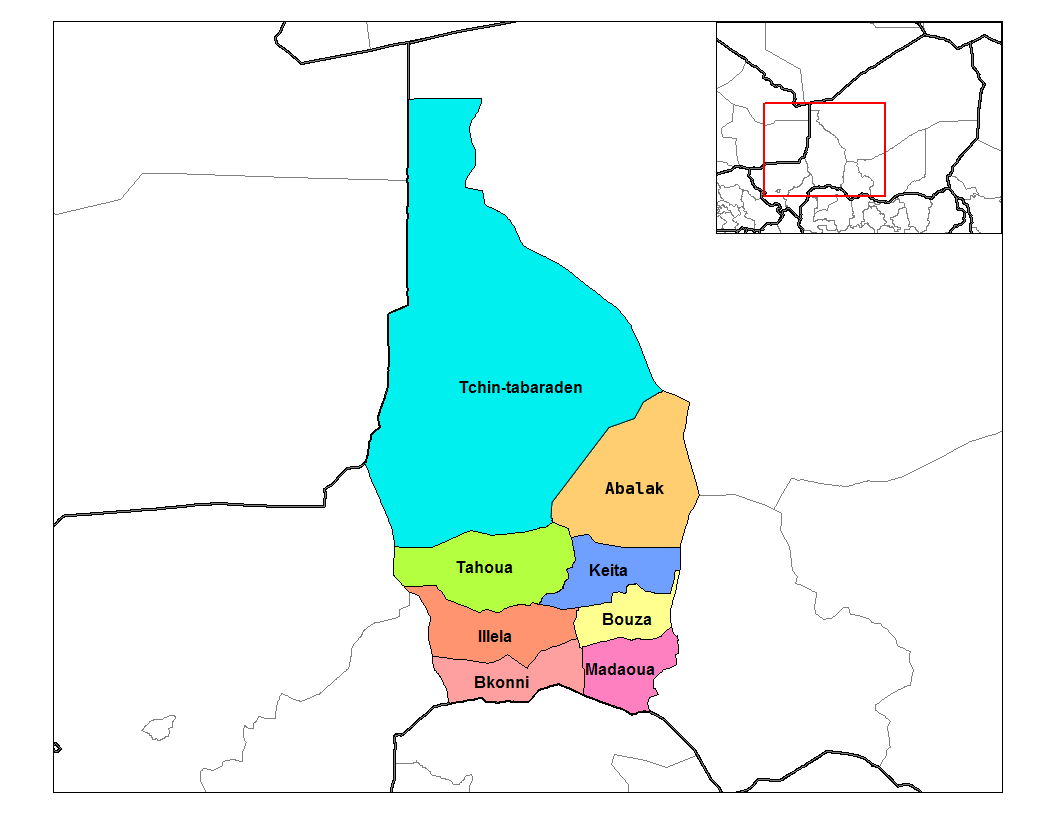
左下の薄茶色がイェラ県

2011年の人口は約12.7万人。